# Білоградовський сільський округ
Білогра́довський сільський округ (каз. Белоградов ауылдық округі, рос. Белоградовский сельский округ) — адміністративна одиниця у складі Тимірязєвського району Північноказахстанської області Казахстану. Адміністративний центр та єдиний населений пункт — село Білоградовка.
Населення — 337 осіб (2021; 442 у 2009, 816 у 1999, 800 у 1989).
Станом на 1989 рік існувала Приозерна сільська рада (села Акжан, Приозерне). 21 червня 2019 року було ліквідоване село Аксу.

## Склад
До складу округу входять такі населені пункти:
| Населений пункт    | Старі назви | Населення, осіб (1989) | Населення, осіб (1999) | Населення, осіб (2009) | Населення, осіб (2021) |
| ------------------ | ----------- | ---------------------- | ---------------------- | ---------------------- | ---------------------- |
| Аксу, село         | -           | 138                    | 89                     | 11                     | -                      |
| Аралколь, село     | -           | 142                    | -                      | -                      | -                      |
| Білоградовка, село | -           | 520                    | 727                    | 431                    | 337                    |